# الدوري المنغولي لكرة القدم 2001
الدوري المنغولي لكرة القدم 2001 هو موسم من الدوري المنغولي لكرة القدم. فاز فيه Khangarid FC ‏.